# Siêu cúp Anh 2018
FA Community Shield 2018 (hay Siêu Cúp Anh 2018 theo truyền thông tiếng Việt) là trận tranh FA Community Shield lần thứ 96, một trận đấu bóng đá hàng năm diễn ra giữa các nhà vô địch danh hiệu của Premier League và FA Cup. Trận đấu được tổ chức tại sân vận động Wembley vào ngày 5 tháng 8 năm 2018. Trận đấu sẽ diễn ra giữa Manchester City, nhà vô địch của Giải bóng đá Ngoại hạng Anh 2017-18 và đội vô địch Cúp FA 2017–18, Chelsea.

## Chi tiết
| Chelsea | 0–2      | Manchester City |
| ------- | -------- | --------------- |
|         | Chi tiết | Agüero 13', 58' |

| Chelsea | Manchester City |

| GK               | 1  | Willy Caballero       |  |     |
| RB               | 28 | César Azpilicueta (c) |  |     |
| CB               | 2  | Antonio Rüdiger       |  |     |
| CB               | 30 | David Luiz            |  |     |
| LB               | 3  | Marcos Alonso         |  |     |
| CM               | 4  | Cesc Fàbregas         |  | 60' |
| CM               | 5  | Jorginho              |  |     |
| CM               | 8  | Ross Barkley          |  |     |
| RW               | 11 | Pedro                 |  | 79' |
| CF               | 29 | Álvaro Morata         |  | 69' |
| LW               | 20 | Callum Hudson-Odoi    |  | 60' |
| Thay người:      |    |                       |  |     |
| GK               | 59 | Marcin Bułka          |  |     |
| DF               | 21 | Davide Zappacosta     |  |     |
| DF               | 27 | Andreas Christensen   |  |     |
| MF               | 6  | Danny Drinkwater      |  | 60' |
| MF               | 15 | Victor Moses          |  | 79' |
| MF               | 22 | Willian               |  | 60' |
| FW               | 19 | Tammy Abraham         |  | 69' |
| Huấn luyện viên: |    |                       |  |     |
| Maurizio Sarri   |    |                       |  |     |

| GK               | 1  | Claudio Bravo    |  |       |
| RB               | 2  | Kyle Walker      |  |       |
| CB               | 5  | John Stones      |  | 90+4' |
| CB               | 14 | Aymeric Laporte  |  | 87'   |
| LB               | 22 | Benjamin Mendy   |  |       |
| CM               | 20 | Bernardo Silva   |  |       |
| CM               | 25 | Fernandinho (c)  |  |       |
| CM               | 47 | Phil Foden       |  | 75'   |
| RW               | 26 | Riyad Mahrez     |  | 68'   |
| CF               | 10 | Sergio Agüero    |  | 80'   |
| LW               | 19 | Leroy Sané       |  | 46'   |
| Thay người:      |    |                  |  |       |
| GK               | 31 | Ederson          |  |       |
| DF               | 4  | Vincent Kompany  |  | 80'   |
| DF               | 30 | Nicolás Otamendi |  | 87'   |
| MF               | 8  | İlkay Gündoğan   |  | 46'   |
| MF               | 55 | Brahim Díaz      |  | 75'   |
| MF               | 81 | Claudio Gomes    |  | 90+4' |
| FW               | 33 | Gabriel Jesus    |  | 68'   |
| Huấn luyện viên: |    |                  |  |       |
| Pep Guardiola    |    |                  |  |       |

| Cầu thủ của trận đấu: Sergio Agüero (Manchester City) Trợ lý trọng tài: Adam Nunn (Wiltshire) Eddie Smart (West Midlands) Trợ lý trọng tài\|Trọng tài thứ tư: Paul Tierney (Lancashire) Trợ lý trọng tài dự bị: Dan Cook (Hampshire) Video assistant referee: Stuart Attwell (West Midlands) Trợ lý trọng tài VAR: Andrew Halliday (Army) | Quy tắc trận đấu - 90 phút - Luân lưu 11 mét (ABBA) nếu tỷ số hòa - 7 cầu thủ có thể thay người - Tối da 6 sự thay đổi người |